# Bohuslav Šťastný
Pour les articles homonymes, voir Šťastný.
Temple de la renommée du hockey tchèque :
Bohuslav Šťastný (né le 23 mars 1949 à Chotěboř en Tchécoslovaquie aujourd'hui ville de République tchèque) est un joueur professionnel de hockey sur glace.

## Carrière en club
Il joue dans le championnat de Tchécoslovaquie pour le Tesla Pardubice entre 1964 et 1981. En 1973, il remporte le titre de champion de Tchécoslovaquie. En 1981, il rejoint l'équipe allemande du ESV Kaufbeuren qui évolue alors dans la première division allemande, la 1.Bundesliga. Il joue dans l'équipe allemande jusqu'en 1985.
Le numéro 17 qu'il portait avec Pardubice a été retiré depuis en son honneur.

## Carrière internationale
Il représente la Tchécoslovaquie lors des championnats du monde de 1971, 1972, 1973, 1974 et 1976. Il porte également les couleurs nationales lors des tournois olympiques de 1972 ainsi que lors de la coupe Canada 1976.

## Statistiques
| Année | Compétition |                         | PJ                      | B                       | A                       | Pts                     | Pun                                |  | Résultat |
| 1971  | CM          | 10                      | 4                       | 3                       | 7                       | 2                       | Médaille d'argent                  |  |          |
| 1972  | JO          | données non disponibles | données non disponibles | données non disponibles | données non disponibles | données non disponibles | Médaille de bronze                 |  |          |
| 1972  | CM          | 10                      | 5                       | 3                       | 8                       | 4                       | Médaille d'or                      |  |          |
| 1973  | CM          | 10                      | 6                       | 1                       | 7                       | 4                       | Médaille de bronze                 |  |          |
| 1974  | CM          | 10                      | 6                       | 1                       | 7                       | 0                       | Médaille d'argent                  |  |          |
| 1976  | CC          | 5                       | 1                       | 1                       | 2                       | 6                       | Défaite en finale contre le Canada |  |          |
| 1976  | CM          | 10                      | 5                       | 4                       | 9                       | 10                      | Médaille d'or                      |  |          |